# سیمین علی‌زاده
سیمین علی‌زاده بازیگر فیلم اهل ایران است. وی بین سال‌های ۱۳۴۲ تا ۱۳۵۳ فعالیت داشت.

## فیلمشناخت
1. ناجورها (۱۳۵۳)
2. طاهر (۱۳۵۲)
3. قصه شب (۱۳۵۲)
4. اعجوبه‌ها (۱۳۵۱)
5. فرار از زندگی (۱۳۵۱)
6. مرد (۱۳۵۱)
7. مستاجر (۱۳۵۱)
8. زیر بازارچه (۱۳۵۰)
9. میعادگاه خشم (۱۳۵۰)
10. رقاصه شهر (۱۳۴۹)
11. حسن فرفره (۱۳۴۹)
12. یاقوت سه چشم (۱۳۴۹)
13. شهر فرنگ (۱۳۴۶)
14. ببر کوهستان (۱۳۴۴)
15. خوشگل خوشگلا (۱۳۴۴)
16. دزد بانک (۱۳۴۴)
17. همه سر حریف (۱۳۴۴)
18. اشک یتیم (۱۳۴۳)
19. ستاره صحرا (۱۳۴۳)
20. پرتگاه مخوف (۱۳۴۲)
21. پرستوها به لانه بازمی‌گردن (۱۳۴۲)
22. طلاق (۱۳۴۲)
23. محکوم (۱۳۴۲)
24. زمین تلخ (1341)